# ألونزو إل. مكدونالد
ألونزو إل. مكدونالد (بالإنجليزية: Alonzo L. McDonald)‏ هو شخصية أعمال أمريكي، ولد في 5 أغسطس 1928.